# Brarup Sogn (Sydslesvig)
Brarup Sogn (på tysk Kirchspiel Braderup) er et sogn i det nordvestlige Sydslesvig, tidligere i Kær Herred (Tønder Amt), nu kommunerne Brarup, Holm og Ophusum i Nordfrislands Kreds i delstaten Slesvig-Holsten. 
I Brarup Sogn findes flg. stednavne:
- Brarup (Braderup)
- Brarup Mark
- Holm
- Ophusum (Uphusum)
- Ophusum Mark